# The Red Widow
The Red Widow est un film américain réalisé par James Durkin, sorti en 1916, produit par Famous Players et distribué par Paramount Pictures.

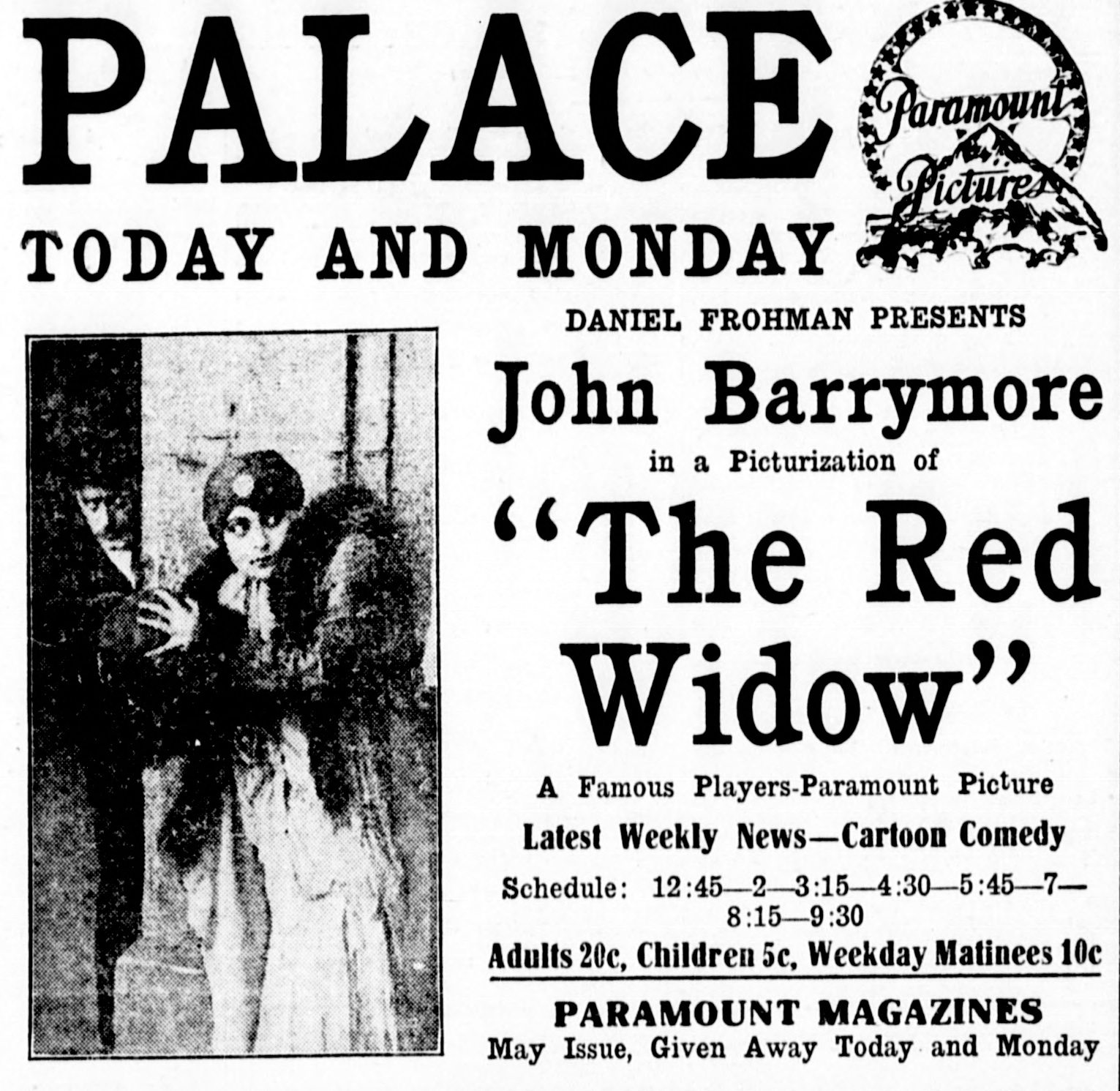
Annonce du film dans la presse de l'époque.

Il présente la particularité d'avoir été tourné deux fois, la première version ayant été détruite dans un incendie; les acteurs et le réalisateur ont accepté de le tourner à nouveau intégralement sans salaire. L'actrice Flora Zabelle y reprend le rôle qu'elle tenait initialement au théâtre. Pour John Barrymore qui y tient le rôle principal, ce film est l'un des pires jamais réalisés.

## Fiche technique
- Réalisation : James Durkin
- Scénario : Hugh Ford d'après la pièce musicale de Channing Pollock et Rennold Wolf, musique de Charles J. Gebest
- Production : Famous Players-Lasky
- Distribution : Paramount Pictures[4]
- Photographie : William F. Wagner
- Musique : Charles J. Gebest
- Durée : 5 bobines[5]
- Date de sortie : 
  - États-Unis : 4 avril 1916

## Distribution

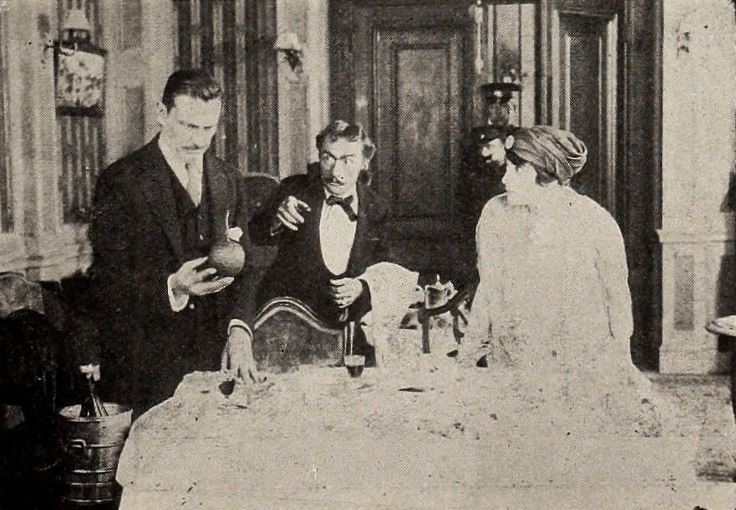
Scène du film

- John Barrymore : Cicero Hannibal Butts
- Flora Zabelle Hitchcock : Anna Varvara (creditée  Flora Zabelle)
- John Hendricks : Baron Strickoutvich
- Eugene Redding : Ivan Scorpioff
- Millard Benson : Basil Romanoff
- George E. Mack : Popova
- Lillian Tucker : Mrs. Butts